# أنهيدريد

الأنهيدريد في الكيمياء (Anhydride من الإغريقية án(h)ydros ومعناها „بلا ماء“) هو مركب كيميائي ينتج من حمض أو قاعدة عن طريق نزع الماء منه .
أمثلة على ذلك:
- أكاسيد الافلزات، مثل ثلاثي أكسيد الكبريت أو خماسي أكسيد الفسفور فهما أنهدريد حمض.
- ثاني أكسيد الكربون هو أنهيدريد حمض الكربونيك، الذي هو حمض غير مستقر.
- أكاسيد فلزات مثل أكسيد الكالسيوم، فهو يسمى أحيانا "أنهيدريد قاعدي"
- الأنهيدريد الذي يتكون من جزيئي حمض الكربونيك عن طريق انفصال جزيء ماء، وهو يسمى في الكيمياء أنهيدريد حمض.